# Trung Hòa, Chương Mỹ
Trung Hòa là một xã thuộc huyện Chương Mỹ, thành phố Hà Nội, Việt Nam.
Xã có diện tích 6,62 km², dân số năm 1999 là 8.735 người, mật độ dân số đạt 1.319 người/km².
Xã được chia thành 3 thôn, xóm: Chi Nê, Tinh Mỹ, Trung Cao.